# 武 (鹿児島市)
武（たけ）は、鹿児島県鹿児島市の町丁。
旧薩摩国鹿児島郡鹿児島近在武村、鹿児島郡西武田村大字武、鹿児島市武町。
郵便番号は890-0045。人口は7,267人、世帯数は4,158世帯。（2020年4月1日現在）。武一丁目から武三丁目まであり、武一丁目から武三丁目までの全域で住居表示を実施している。

## 地理
鹿児島市の中部、新川の下流域に位置している。
町域の北方には西田、南方から西方にかけては田上、東方には鹿児島中央駅を挟んで中央町、西方には武岡にそれぞれ接している。
町域の北部を九州新幹線の高架橋が東西に通っており、町域の東端部には鹿児島中央駅がある。中央部には鹿児島県道24号鹿児島東市来線及び国道3号鹿児島バイパスが通り、鹿児島バイパスは武岡トンネルを通り鹿児島ICに至るが、県道24号は武岡トンネルの周辺を南回りに通り、田上の中心部を通り松元方面に至る。また、2013年9月29日に新武岡トンネルが開通し、既存の武岡トンネルは鹿児島市街方面、新武岡トンネルは鹿児島IC方面の一方通行の2車線道路として運用されている。
教育施設は南東端部には鹿児島市立武小学校、西部にある丘陵の上に鹿児島市立武中学校がある。また、鹿児島本線を挟んで田上や上荒田町に接しており、鹿児島車両センターも附近に位置する。

### 土地区画整理事業
1967年（昭和42年）には鹿児島市街地の西部に位置する武町・西田町・常盤町・上荒田町・田上町の各一部にあたる61ヘクタールの区域において武・田上地区土地区画整理事業に着手し、1980年（昭和55年）度に工事が完了した。
基本事業費は65億5400万円、2,135戸の建物を移転した。

### 町名の由来
「武」という町名の由来については以下の説がある。
- 産土神である「建部神社」に由来するという説[4]
- 稲田がこの付近に多く所在していた為それを田毛と呼称されるようになりそれが訛化したものという説[4][11]
- アイヌ語で水を汲むところを指す「タ」と場所を意味する「ケ」に由来する説（鹿児島地名考）[11]

## 歴史

### 武の成立と中世

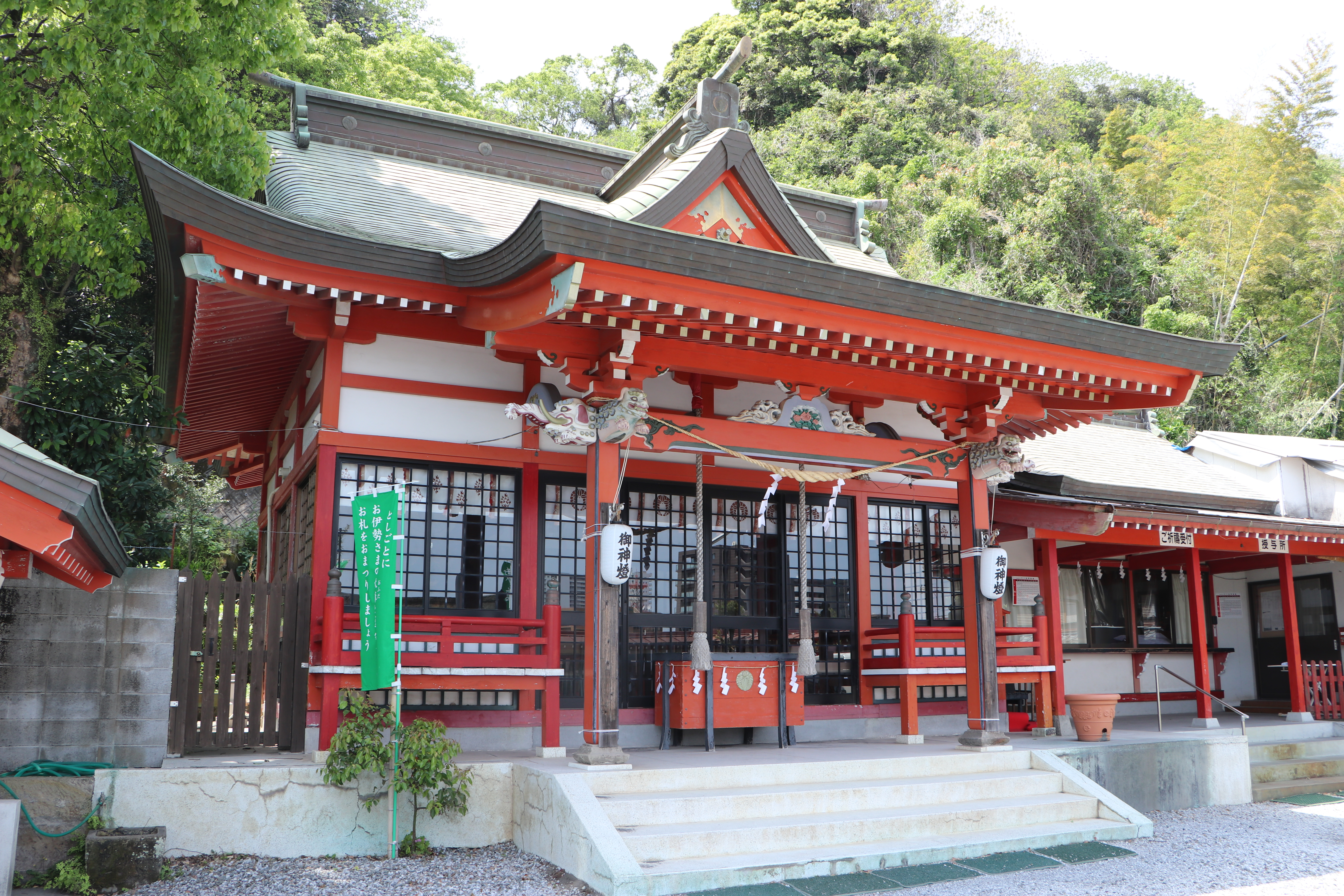
建部神社（2021年撮影）

武という地名は南北朝時代より見え、薩摩国鹿児島郡のうちであった。武は「田毛」、「嶽」とも書かれている。
建徳3年（1372年）の薩藩旧記雑録に収録されている「禅恵譲状」には「さつまのくにかこしまのこほりのうち、たけむらハうハうのかとの事」とあり、村内の門の田地や山野が禅恵の子息二郎四郎（久成）に譲与されているとある。応安7年（1374年）には武村が久成からとよまさに譲与された。応永10年（1403年）には島津元久によって宿敵である渋谷氏の渋谷重頼に武之村が与えられている。武村にある建部神社は鎌倉時代に大隅国小根占郷（後の肝属郡根占町、現在の南大隅町の一部）において創建されたもので、永正17年（1520年）には武村の高麗（現在の高麗町付近）または、上之園（現在の上之園町付近）に移転し、明和頃に現在地に移転したものである。
地内の武岡山上（現在の武岡周辺）や野元原は南北朝期の古戦場跡である。武村は田上村と共に天正年間頃より開発がすすめられた。

### 近世の武
江戸時代には薩摩国鹿児島郡鹿児島近在のうちであった。「歴代制度巻二〇」によれば武村は鹿児島近在のうちの近名に属していた。村高は「天保郷帳」では1,657石余、「郡村高辻帳」では1,657石余、「三州御治世要覧」では1,814石余、「旧高旧領取調帳」では1,135石余であった。武村には庄屋が置かれ城下士から選任された。また、名主が5名、名頭が51名置かれていた。宝暦頃の武村には屋久島蔵、御船手と呼ばれる役所が置かれていた。「三州御治世要覧」によれば塩屋村（現在の甲突町）が武村に含まれていたが、寛永5年（1628年）に武村から塩屋村が分立して設置された。
また、武村には八幡田圃と天保山と呼ばれる飛地があった。このうち天保山（現在の天保山町の一部）は天保年間に薩摩藩において行われた天保の改革の一環として甲突川の浚渫土砂によって埋立てられ造成された土地である。天保山は江戸時代末期には薩摩藩の演習場として利用され、砲台も設置された。
嘉永元年（1848年）には甲突川に武之橋が架けられた。明治時代初期には武村の一部が新屋敷通町（現在の新屋敷町）に分割された。

### 町村制施行と鹿児島市との境界変更
1889年（明治22年）4月1日には町村制が施行されたのに伴い、鹿児島近在のうち西別府村、武村、田上村の区域より鹿児島郡西武田村が成立した。それに伴って、それまでの武村は西武田村の大字「武」となった。
1904年（明治37年）、1908年（明治41年）には天保山が大日本帝国陸軍の演習地に編入され、大蔵省の管轄となった。
1911年（明治44年）になり、府県制における鹿児島県の議決機関であった鹿児島県参事会は、西武田村のうち鹿児島市との飛地となっている天保山・八幡田圃及び、武の大半を鹿児島市に編入することを決定した。これに対して西武田村は土地の肥えた水田が多い地域であった前述の区域が鹿児島市へ編入されることは死活問題であるとして大いに反対し、熊本県における市郡の関係を調査したほか、当時内務大臣であった原敬に対して請願を行うなど編入の防止に努めた。
しかし、反対運動の甲斐もなく同年8月4日に鹿児島県公報に掲載された「 市村の境界変更」（明治44年鹿児島県告示第400号）により、同年9月30日を以て大字武のうち、小字大坪、森田、一町田、溝添、前田、西牟田、下小田崎、永田、上小田崎、榎田、冷水、小汐手、小丸、南牟田、二枝、三枝、浮牟田、番田、島廻、堀之口、川ノ口、堤内、一貫地、塚濱、入物田、汐入、天保山、四ツ枝、雪之口、濱田、大水町、宮田、八反田、上山田、栗木田、中福羅、城本、砂走、大鍋、福廻が隣接する鹿児島市に編入された。これにより、鹿児島市を挟んだ飛地となっていた通称「八幡田圃」（現在の鹿児島市立甲南中学校付近）にあたる小字川ノ口、堤内、一貫地、塚濱、入物田、汐入、四ツ枝、雪之口、濱田の区域が高麗町に編入され、通称「天保山」（現在の天保山町の北半分）の区域にあたる小字天保山の区域が下荒田町にそれぞれ編入され、また鹿児島市に編入された大字武のその他の区域を以て新たに鹿児島市の町「武町」が設置された。編入時の鹿児島市武町の人口は724人、世帯数は156戸であった。また、この編入によって四十九町一反二畝一歩の水田が鹿児島市に編入され、西武田村大字武に残った水田は僅かに一町二反二畝十九歩であった。

### 鹿児島市編入後の武

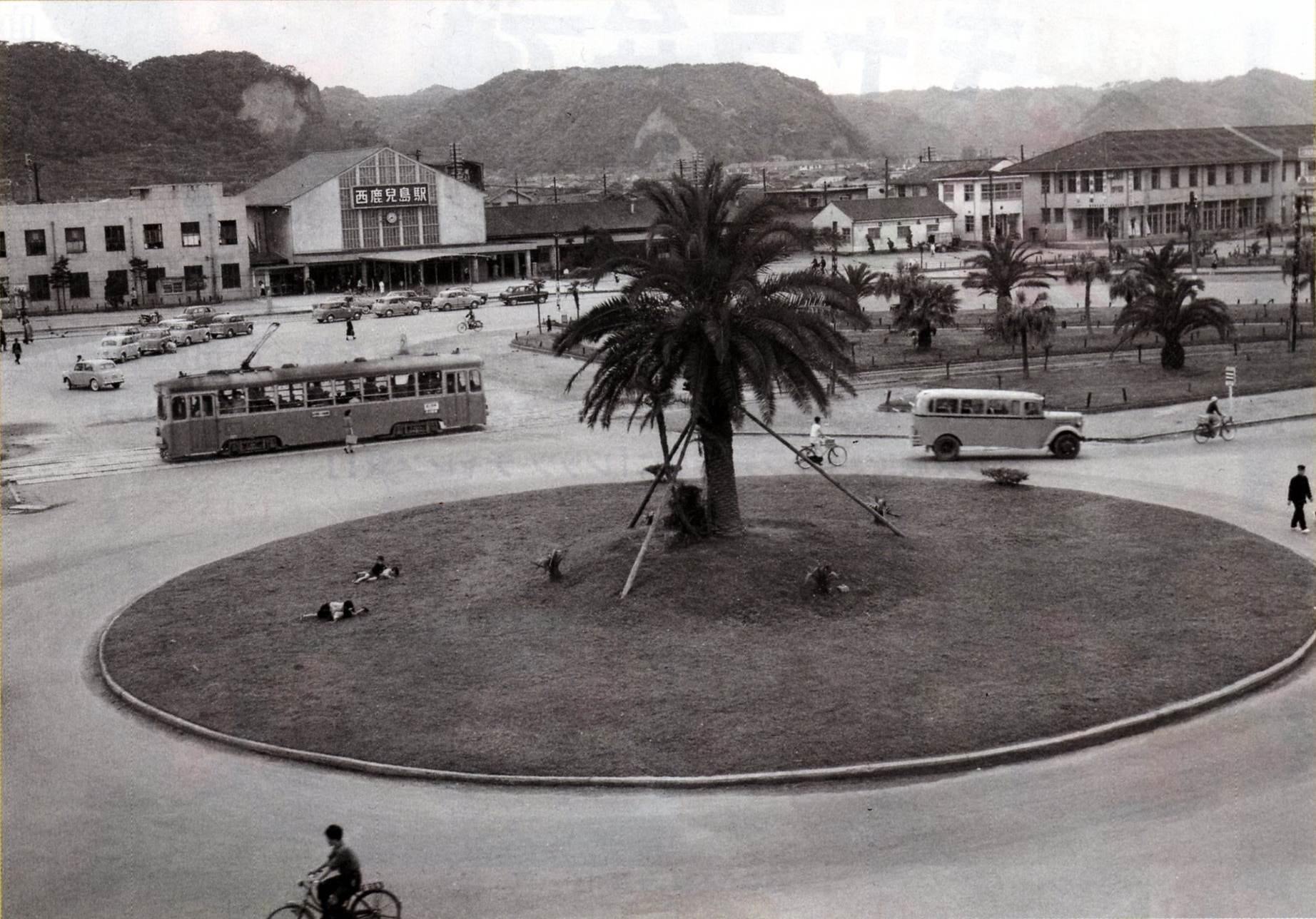
1959年ごろの西鹿児島駅駅前広場。当時の西鹿児島駅は武町の区域であった。

1911年（明治44年）の西武田村大字武の一部が鹿児島市へ編入されて以降（前述）、1934年（昭和9年）に西武田村の全域が鹿児島市に編入されるまでの間（後述）、武は鹿児島市に属する「武町」と、西武田村に残存している「大字武」が存在した。
1913年（大正2年）10月11日には鹿児島市武町に川内線（後の鹿児島本線の一部）の武駅が設置された。この武駅は1927年（昭和2年）10月14日に西鹿児島駅に改称し、2004年（平成16年）には九州新幹線鹿児島ルート開業に伴い、鹿児島中央駅に改称している。
1934年（昭和9年）8月1日に西武田村が鹿児島郡中郡宇村及び吉野村と共に鹿児島市に編入された。同日発行の鹿児島県公報に掲載された鹿児島県告示「 鹿兒島市内大字名廢止町名改稱竝ニ區域變更」により「大字武ノ區域ヲ武町ニ編入」することが鹿児島県知事によって許可され、西武田村の大字武の全域が鹿児島市武町に編入された。
第二次世界大戦中の鹿児島大空襲では、西鹿児島駅付近において爆撃が行われ、西鹿児島駅が焼失したほか、西鹿児島駅の近隣に所在していた鹿児島師範学校が焼失した。
1970年（昭和45年）に西鹿児島駅前一帯（中洲工区）において住居表示が実施されることとなり、町界町名の変更が実施された。武町・上荒田町・上之園町・西田町の各一部より中央町が設置され、一部が上之園町に編入された。
1975年（昭和50年）6月27日には武・西田地区において住居表示が実施されることとなった。それに伴う町域再編により、武町・上荒田町の各一部より「武一丁目」、武町の一部より「武二丁目」、武町・西田町の各一部より西田二丁目、武町・常盤町・西田町の各一部より西田三丁目が設置された。1980年（昭和55年）7月28日には、武・田上地区において住居表示が実施されることとなり、武町・田上町・常盤町の各一部より「武三丁目」が設置され、武町の一部が武一丁目及び武二丁目の一部に、西田町・常盤町・武町の一部が西田三丁目に編入された。また、同年には1967年（昭和42年）に計画が決定された「武・田上地区土地区画整理事業」が完工した。総事業費は65億7500万円であった。
1986年（昭和61年）2月10日には東田上・田上団地地区において住居表示が実施されるのに併せて町域再編が実施され、田上町の一部及び武町の全域より田上一丁目が設置された。同年7月10日には豪雨を原因とするがけ崩れが武二丁目において発生した。
1990年（平成2年）2月13日には田上町中園地区において住居表示が実施されることとなり、それに伴い町の区域の再編が実施された。田上町及び田上一丁目の一部が武三丁目に編入された。

### 町・字域の変遷
| 変更後                   | 変更年             | 変更前                                 |
| ------------------------ | ------------------ | -------------------------------------- |
| 鹿児島近在塩屋村（新設） | 寛永5年（1628年）  | 鹿児島近在武村（一部）                 |
| 鹿児島城下新屋敷町       | 明治時代初期       | 鹿児島近在武村（一部）                 |
| 鹿児島市下荒田町（編入） | 1911年（明治44年） | 鹿児島郡西武田村大字武字天保山（全域） |
| 鹿児島市高麗町（編入）   | 1911年（明治44年） | 鹿児島郡西武田村大字武（八幡田圃）     |
| 鹿児島市武町（新設）     | 1911年（明治44年） | 鹿児島郡西武田村大字武（一部）         |
| 鹿児島市武町（編入）     | 1934年（昭和9年）  | 鹿児島郡西武田村大字武（全域）         |
| 中央町（新設）           | 1970年（昭和45年） | 武町（一部）                           |
| 中央町（新設）           | 1970年（昭和45年） | 上之園町（一部）                       |
| 中央町（新設）           | 1970年（昭和45年） | 上荒田町（一部）                       |
| 中央町（新設）           | 1970年（昭和45年） | 西田町（一部）                         |
| 上之園町（編入）         | 1970年（昭和45年） | 武町（一部）                           |
| 武一丁目（新設）         | 1975年（昭和50年） | 武町（一部）                           |
| 武一丁目（新設）         | 1975年（昭和50年） | 上荒田町（一部）                       |
| 武二丁目（新設）         | 1975年（昭和50年） | 武町（一部）                           |
| 西田二丁目（新設）       | 1975年（昭和50年） | 武町（一部）                           |
| 西田二丁目（新設）       | 1975年（昭和50年） | 西田町（一部）                         |
| 西田三丁目（新設）       | 1975年（昭和50年） | 武町（一部）                           |
| 西田三丁目（新設）       | 1975年（昭和50年） | 常盤町（一部）                         |
| 西田三丁目（新設）       | 1975年（昭和50年） | 西田町（一部）                         |
| 武三丁目（新設）         | 1980年（昭和55年） | 武町（一部）                           |
| 武三丁目（新設）         | 1980年（昭和55年） | 田上町（一部）                         |
| 武三丁目（新設）         | 1980年（昭和55年） | 常盤町（一部）                         |
| 武一丁目（編入）         | 1980年（昭和55年） | 武町（一部）                           |
| 武二丁目（編入）         | 1980年（昭和55年） | 武町（一部）                           |
| 田上一丁目（新設）       | 1986年（昭和61年） | 田上町（一部）                         |
| 田上一丁目（新設）       | 1986年（昭和61年） | 武町（全域）                           |
| 武三丁目（編入）         | 1990年（平成2年）  | 田上町（一部）                         |
| 武三丁目（編入）         | 1990年（平成2年）  | 田上一丁目（一部）                     |

## 人口

### 町丁別
|          | 世帯数 | 人口  |
| -------- | ------ | ----- |
| 武一丁目 | 1,753  | 2,853 |
| 武二丁目 | 1,281  | 2,153 |
| 武三丁目 | 1,124  | 2,261 |
| 計       | 4,158  | 7,267 |

### 人口の変遷
以下の人口の変遷は明治時代から昭和初期にかけてのデータである。
| 統計年次〔年〕     | 世帯数〔世帯〕 | 総人口〔人〕 | 出典  |
| ------------------ | -------------- | ------------ | ----- |
| 1882年（明治15年） | 315            | 1,282        | [ 4 ] |
| 1911年（明治44年） | 764            | 5,394        | [ 4 ] |
| 1912年（大正元年） | 156            | 724          | [ 4 ] |
| 1920年（大正9年）  | 757            | 3,498        | [ 4 ] |
| 1935年（昭和10年） | 2,400          | 11,580       | [ 4 ] |

以下の表は国勢調査による小地域集計が開始された1995年以降の人口の推移である。
| 年                 | 人口  |
| ------------------ | ----- |
| 1995年（平成7年）  | 6,491 |
| 2000年（平成12年） | 6,877 |
| 2005年（平成17年） | 7,108 |
| 2010年（平成22年） | 7,220 |
| 2015年（平成27年） | 7,164 |

## 文化財

### 市指定
- 武一丁目の田の神（有形民俗文化財（民俗資料））[62]

## 施設

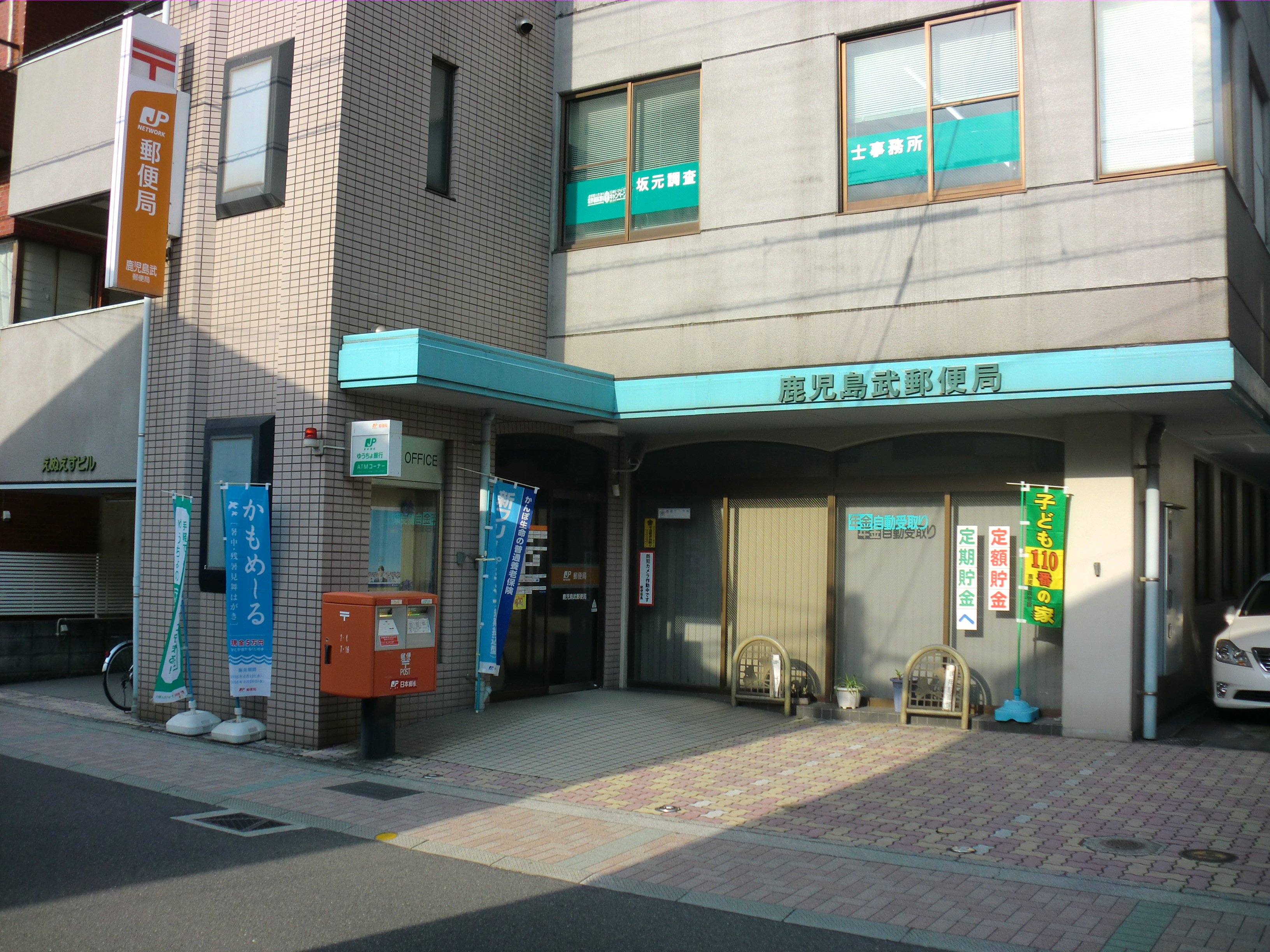
鹿児島武郵便局

### 公共
- 武福祉館[63][64]
- 西郷公園（西郷隆盛屋敷跡）
- 鹿児島市営鹿児島中央駅西口自転車等駐車場[65]

### 教育

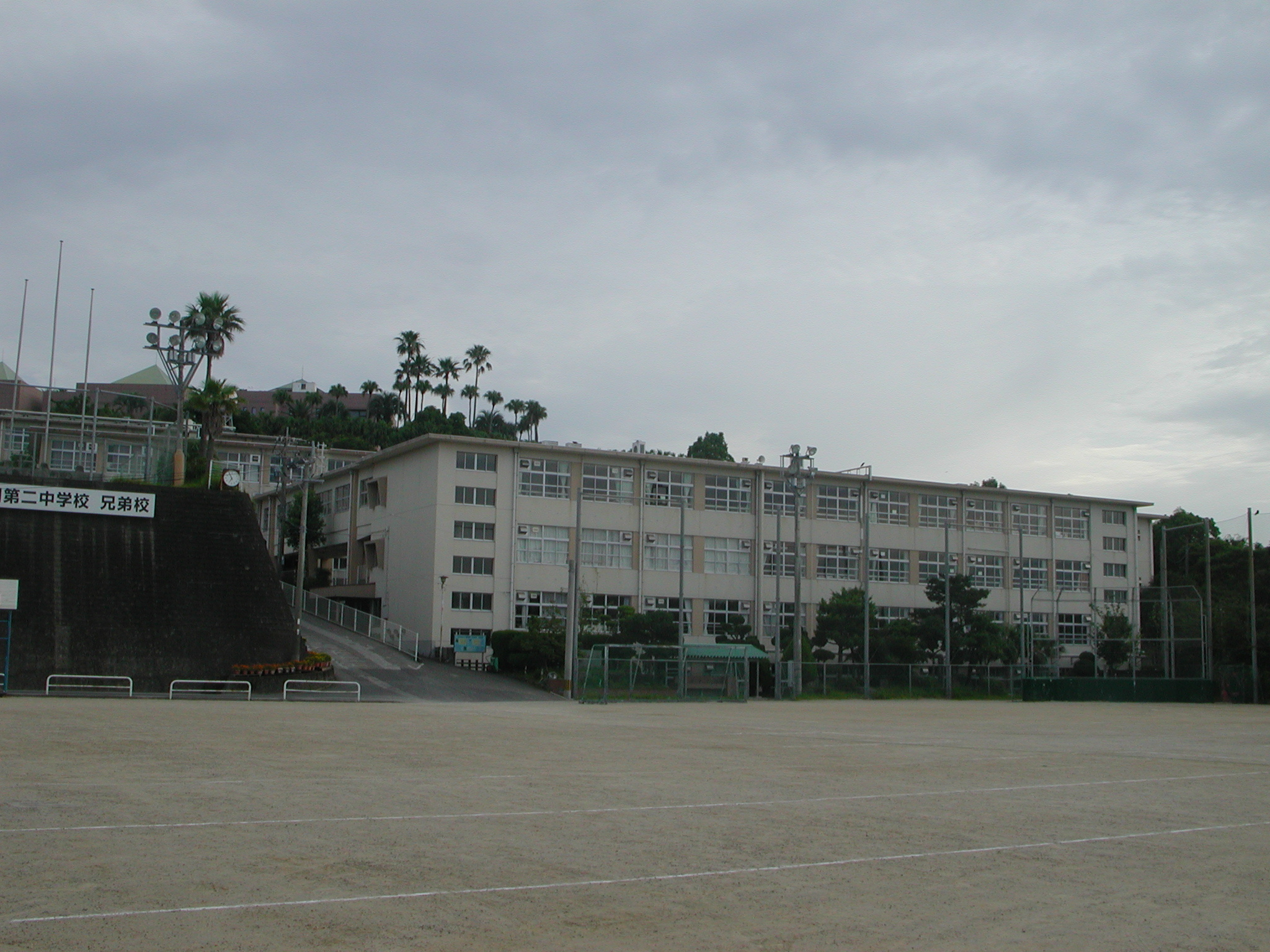
鹿児島市立武中学校

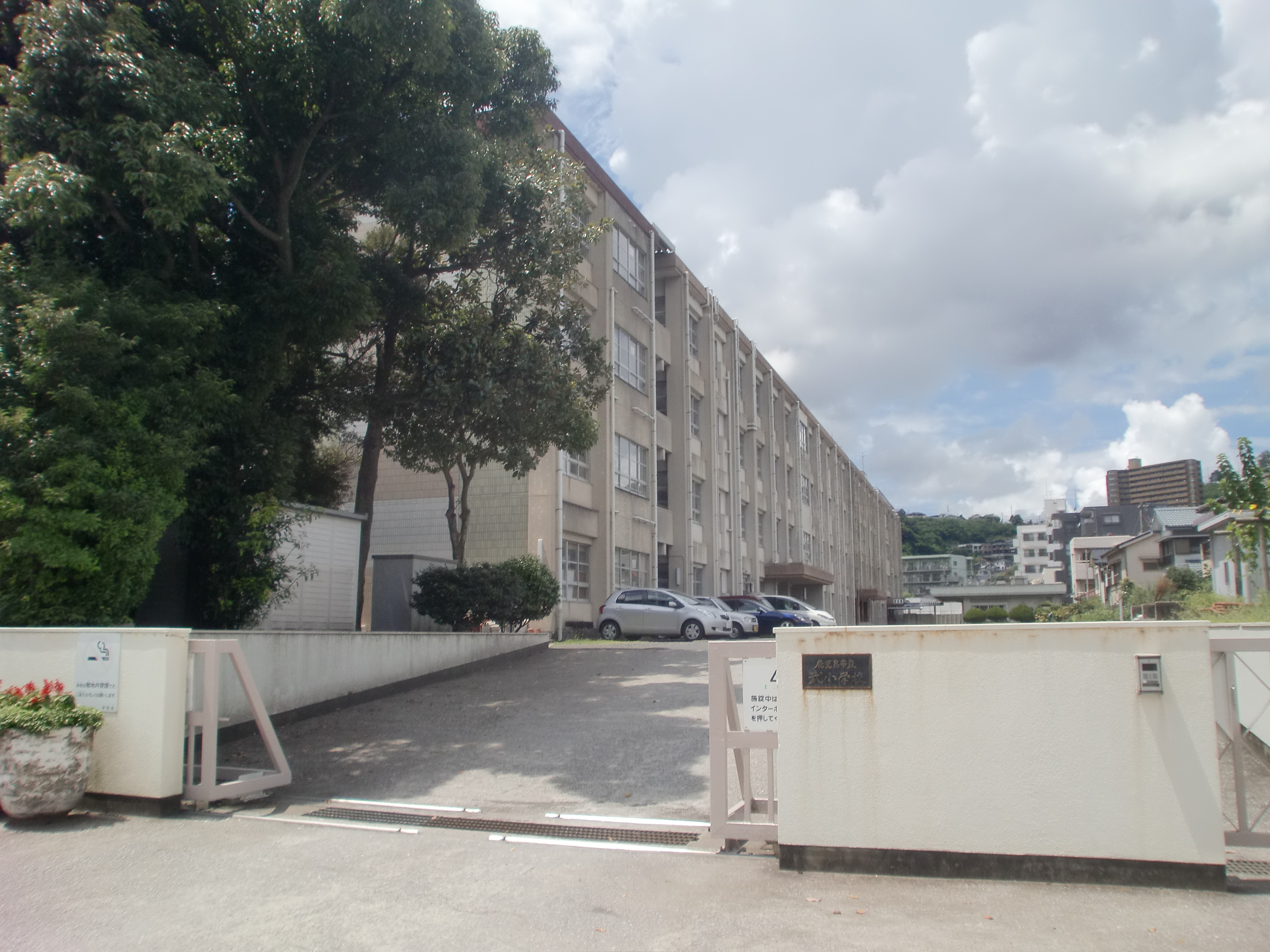
鹿児島市立武小学校

- 鹿児島市立武中学校[66]
- 鹿児島市立武小学校[67]
- 武幼稚園[68]

### 寺社
- 建部神社
大己貴命を祀る[69]。武の産土神であり、「でめ神社」とも呼ばれる[70]。
- 興照寺[71]
- 正縁寺[71]

### 郵便局
- 鹿児島武郵便局[72]

### その他
- 自衛隊鹿児島地方協力本部鹿児島募集案内所[73]
- 長島美術館[74]
- 九州旅客鉄道鹿児島支社
- FMぎんが

## 交通

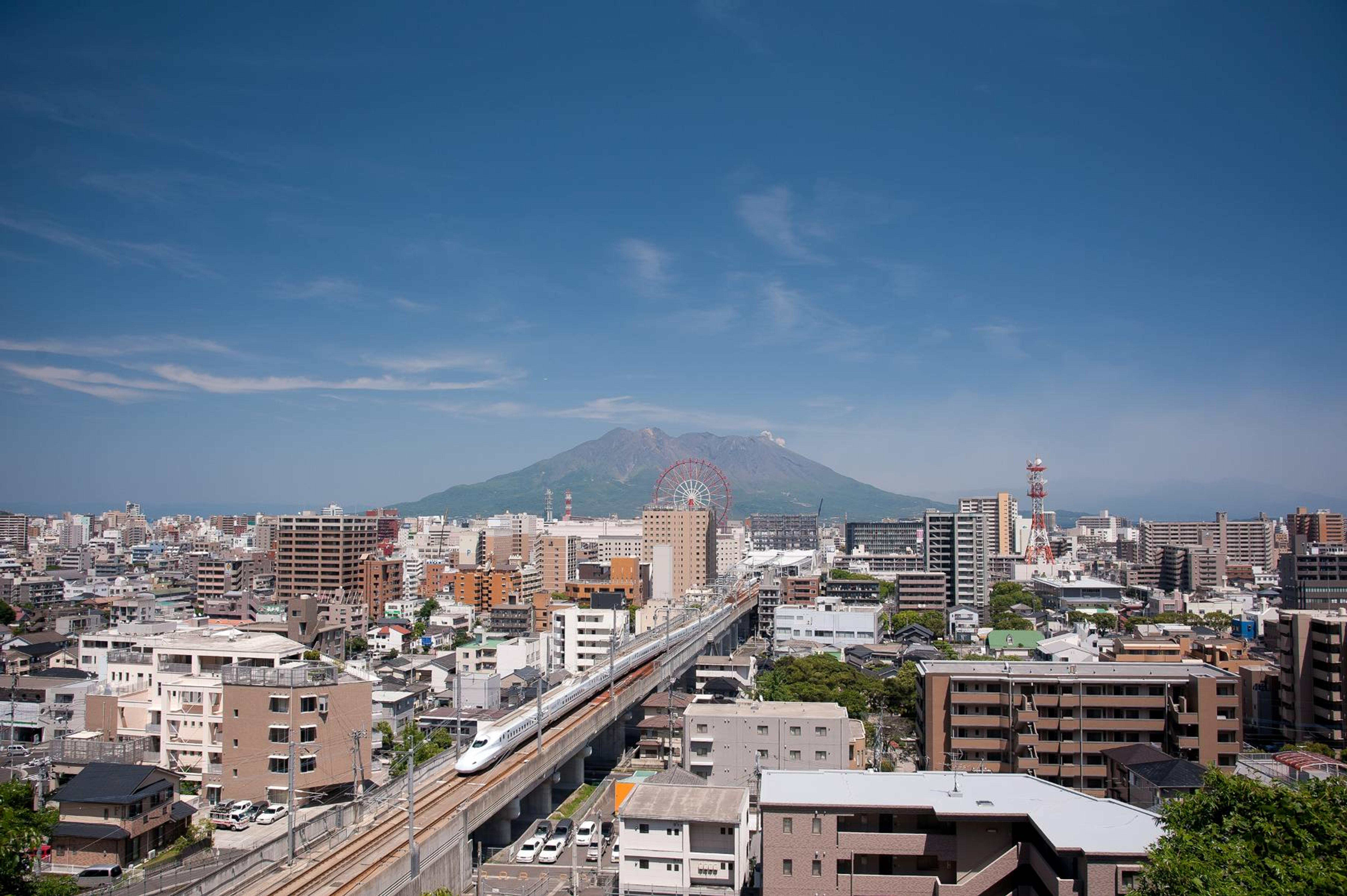
武二丁目を通る九州新幹線と鹿児島中央駅

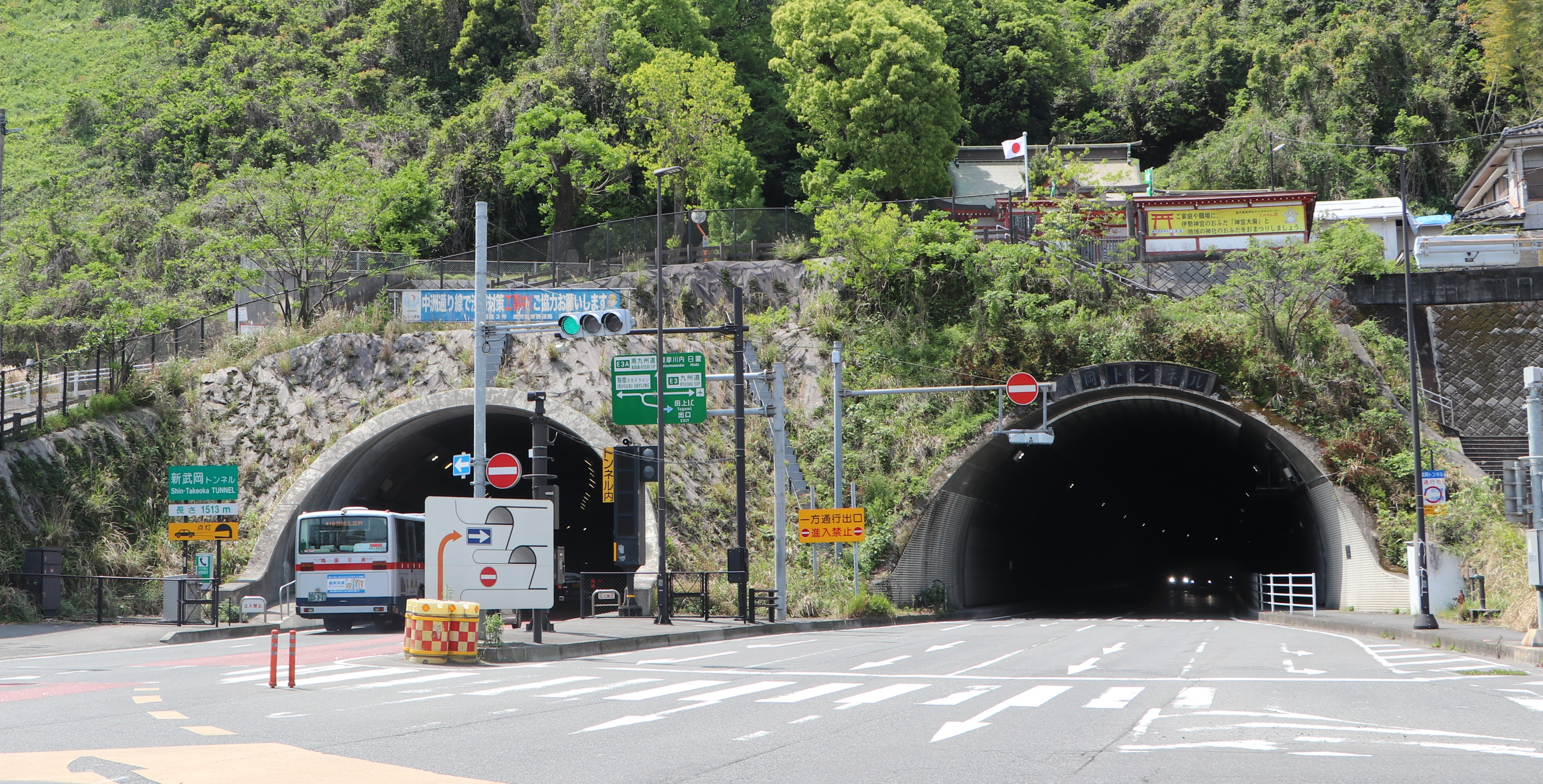
新武岡トンネル・武岡トンネル

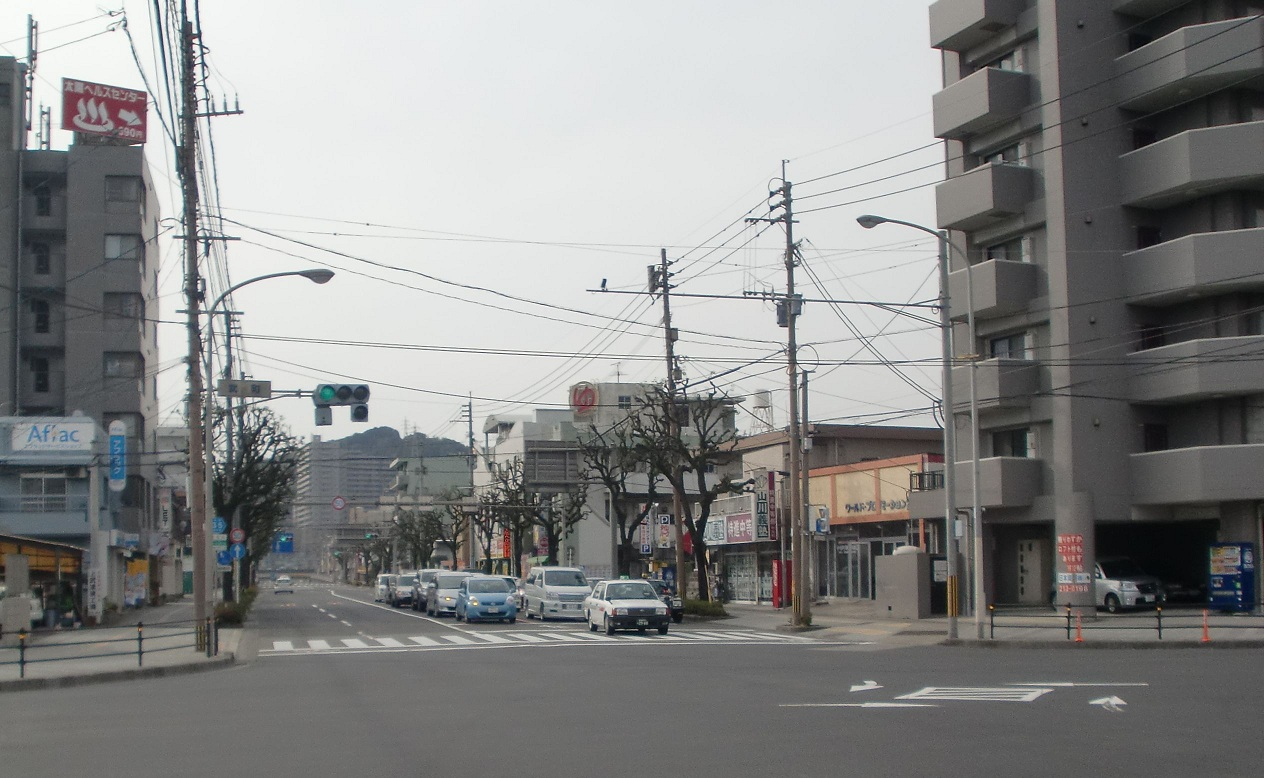
武町交差点

武の北部を九州新幹線が東西に通っており、武と中央町の境界線上に鹿児島中央駅が設置されている。また、鹿児島中央駅から武の南端を鹿児島本線が通っている。
1988年（昭和63年）3月29日には田上町（現在の田上八丁目）に設置された鹿児島インターチェンジと武との間を結ぶ国道3号鹿児島バイパス（武岡トンネル）が供用を開始した。2013年（平成25年）9月29日には鹿児島東西幹線道路の田上インターチェンジから建部インターチェンジまでの供用が開始された。

### 鉄道
九州旅客鉄道
- 鹿児島中央駅（西口）

### 道路
一般国道
- 国道3号
  - 鹿児島東西幹線道路（鹿児島東西道路）
    - 建部インターチェンジ

  - 鹿児島バイパス

主要地方道
- 鹿児島県道24号鹿児島東市来線
- 鹿児島県道35号永吉入佐鹿児島線

### バス
- 鹿児島中央駅西口（鹿児島交通・南国交通・鹿児島市交通局）
- 柳田通（鹿児島交通・南国交通・鹿児島市交通局）
- 武小学校前（鹿児島交通）
- 武二丁目（南国交通・鹿児島市交通局）
- 武町（鹿児島交通）
- 宮田通（鹿児島交通）
- 武中学校下（鹿児島交通・南国交通）

## 教育

### 旧制学校
かつて武町には現在の鹿児島大学教育学部の前身となる鹿児島師範学校が設置されており、1910年（明治43年）に山下町に設置されていた師範学校の男女分離に伴って武町に男子を対象とする鹿児島県師範学校が設置された。また師範学校の付属小学校が設置された。1920年（大正9年）に鹿児島県第一師範学校に改称、1934年（昭和9年）には鹿児島県第二師範学校を統合し、鹿児島県師範学校に改称した。1943年（昭和18年）の師範教育令によって国立移管され、鹿児島師範学校となった。第二次世界大戦中の鹿児島大空襲によって校舎が焼失したことにより、1946年（昭和21年）に鹿屋市の青年学校の仮校舎に移転した。
また、その他の学校として1912年（明治45年）5月27日に鹿児島鍼灸学校、1914年（大正3年）には鹿児島産婆学校、1919年（大正8年）には鎮西高等簿記学校、1936年（昭和11年）には三州商業学校、1925年（大正14年）には鹿児島中等学校がそれぞれ設置された。

### 中学校
武には鹿児島市立武中学校が設置されている。武中学校は1947年（昭和22年）5月1日に鹿児島市立第六中学校として設置され、鹿児島市立武小学校及び鹿児島市立田上小学校を借用していた。1949年（昭和24年）4月1日には鹿児島市立武中学校に名称を変更した。1950年（昭和25年）には武小学校の隣接地に新校舎が建設され、田上分教場を統合した。1963年（昭和38年）には現在地に移転した。

### 小学校
武には鹿児島市立武小学校が設置されている。武小学校は1937年（昭和12年）4月1日に中洲尋常小学校（現在の鹿児島市立中洲小学校）の校区のうち武町と上荒田町の一部を校区として武尋常小学校として分離され設立された。1941年（昭和16年）に国民学校令により武国民学校となり、1947年（昭和22年）に武小学校に改称した。

### 小・中学校の学区
市立小・中学校に通う場合、学区（校区）は以下の通りとなる。
| 町丁     | 番・番地 | 小学校             | 中学校             |
| -------- | -------- | ------------------ | ------------------ |
| 武一丁目 | 全域     | 鹿児島市立武小学校 | 鹿児島市立武中学校 |
| 武二丁目 | 全域     | 鹿児島市立武小学校 | 鹿児島市立武中学校 |
| 武三丁目 | 全域     | 鹿児島市立武小学校 | 鹿児島市立武中学校 |

## 関係する人物

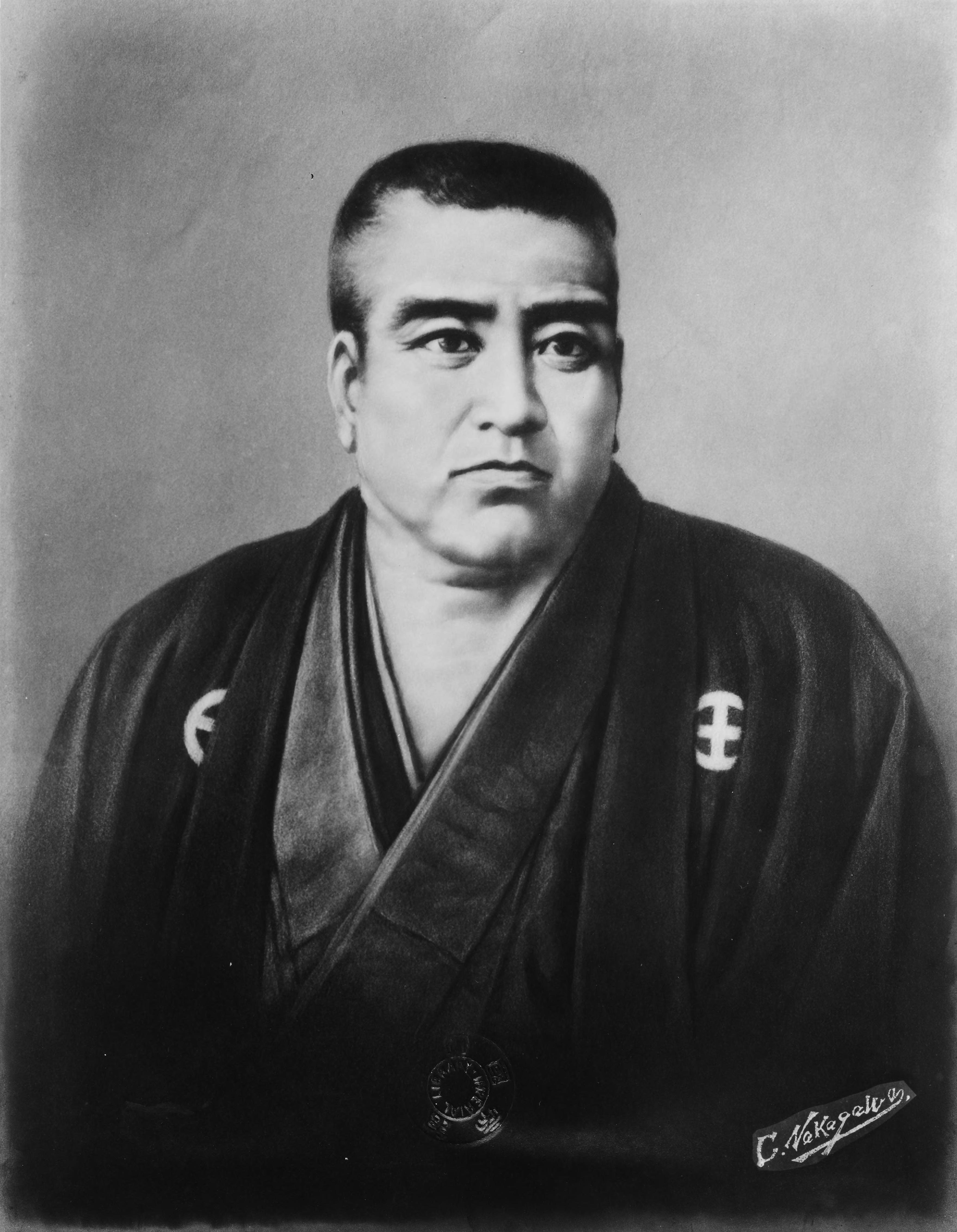
西郷隆盛は1873年から1877年までの4年間、武村に居住していた。

### 居住
- 西郷隆盛（武士・軍人・維新の三傑の一人）
1873年（明治6年）に征韓論に敗れた西郷隆盛は鹿児島に帰郷し武村（現在の武二丁目）に屋敷を構え、1877年（明治10年）の西南戦争勃発まで居住していた[93]。西郷の屋敷を訪れた庄内藩武士菅実秀に同伴した石川静正が著した「薩摩紀行」では武の西郷屋敷について「この武村の邸は、囲いは柴垣で小さい門に小さい古札に西郷吉之助と書いてあり、門の右の方は物置小屋、猟犬をここにつなぎ、左方は入口で土間になり、玄関はなかった。いつも庭の方に廻って座敷に上がった。その座敷の前の庭に大きな松四・五本あるだけで、踏み石なく、少し前は野菜畑であった。敷地外は田圃にて遠く桜島を望み景色絶佳であった。」と記している[94]。1967年（昭和42年）に計画された土地区画整理事業において、この屋敷付近を児童公園とする計画が立案されたが、西郷屋敷跡は京都の建設会社の所有となっていたことから、地元住民は「西郷屋敷保存会」を発足し、鹿児島県及び鹿児島市に対して西郷屋敷の保存を訴えかけた[95]。その結果、西郷屋敷跡は1979年（昭和54年）4月に西郷公園として整備され、古井戸や手水鉢、門柱などが残された[96][71]。2019年（令和元年）11月7日には西郷隆盛の漢詩「南洲翁遺訓」を刻んだ石碑が西郷屋敷跡に建立された[97]。また住人には西郷家に同居していた書家川口雪篷がおり、西郷隆盛の留守役を果たした[98]。

### 註
1. ↑  現在の鹿児島中央駅の所在地は中央町であるが、1970年まで鹿児島市武町の区域であった。
2. ↑  鹿児島郡西武田村大字武のうち小字川ノ口、堤内、一貫地、塚濱、入物田、汐入、四ツ枝、雪之口、濱田の区域
3. ↑  鹿児島郡西武田村大字武のうち小字大坪、森田、一町田、溝添、前田、西牟田、下小田崎、永田、上小田崎、榎田、冷水、小汐手、小丸、南牟田、二枝、三枝、浮牟田、番田、島廻、堀之口、大水町、宮田、八反田、上山田、栗木田、中福羅、城本、砂走、大鍋、福廻の区域
4. ↑  この際に鹿児島市武町に編入された大字武とは1911年（明治44年）に鹿児島市に編入された区域を除く西武田村に残存した区域である